# Maurizio Aluigi
Maurizio Aluigi (Genova, 15 settembre 1991) è un rugbista a 15 italiano, pilone.

## Biografia
Cresciuto sportivamente nella squadra ligure locale del Rugby Cogoleto, a 16 anni passa nelle file delle giovanili del Rugby Calvisano.
Durante questo periodo dopo essere stato convocato nel 2010 nella nazionale italiana Under 19, l'anno successivo con l'Under 20 disputa il torneo Sei Nazioni.
Promosso in prima squadra durante la stagione 2011-12, conquista nello stesso anno il titolo di Campione d'Italia e il Trofeo Eccellenza.
Nel febbraio del 2013 viene ingaggiato dalla squadra ligure del Pro Recco Rugby che milita in Serie A1.

## Palmarès
- Campionati italiani: 1
Calvisano: 2011-12
- Trofei Eccellenza : 1
Calvisano: 2011-12